# Glasgow City Halls

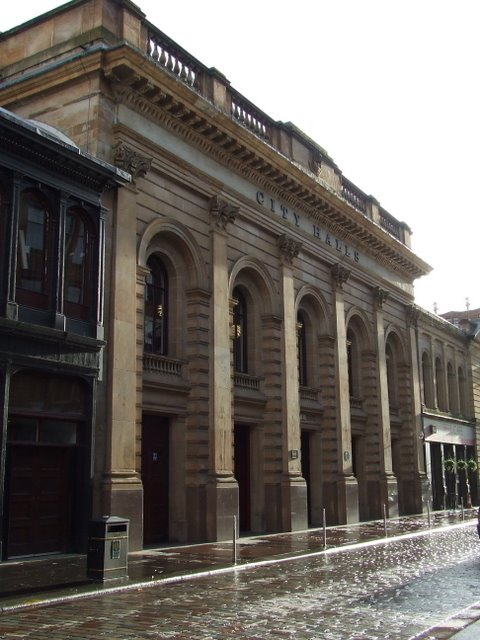
Glasgow City Halls

Die Glasgow City Halls sind eine ehemalige Markthalle mit angeschlossenem Gemeindesaal in der schottischen Stadt Glasgow. 1970 wurde das Bauwerk als Einzeldenkmal in die schottischen Denkmallisten in der höchsten Denkmalkategorie A aufgenommen. Es ist nicht zu verwechseln mit den Glasgow City Chambers, dem Rathaus Glasgows.

## Geschichte
Der Gebäudekomplex besitzt eine komplexe Bauhistorie. Sie beginnt mit der Einrichtung einer Markthalle im Jahre 1817, die Im Laufe der Zeit vielfach überarbeitet und erweitert wurde. Das Bauwerk gliedert sich grob in getrennte Handelsbereiche für Obst, Gemüse und Käse sowie zugehörige Lagerbauten. 1841 wurde eine Gemeindehalle hinzugefügt. Der nördliche Teil des Komplexes, der einst das gesamte Karree einnahm, wurde zwischenzeitlich abgebrochen. Die Ergänzung einer Lagerhalle und des Käsemarktes im Jahre 1907 schlug mit 23.000 £ zu Buche, während der vor 1910 vorgenomme Anbau des Früchtemarkts 17.000 £ und die Modernisierung des Gemüsemarkts 1700 £ kostete. Im Jahre 2000 beginnend wurde der Komplex restauriert und neu entwickelt. Der ehemalige Gemeindesaal wurde zu einer Veranstaltungshalle mit rund 1000 Sitzplätzen umgebaut, die 2003 eröffnet wurde. Die Markthalle wurde zu einer Ladenpassage für Gourmetprodukte entwickelt.

## Beschreibung
Die Glasgow City Halls stehen östlich des Glasgower Stadtzentrums. Die Albion Street im Osten, die Bell Street im Süden sowie die Candleriggs im Westen begrenzen den Komplex. Die Fassaden sind im historisierenden Italianate-Stil ausgestaltet. Die eklatanten Unterschiede in der Gestaltung der einzelnen Gebäudeteile offenbart die anhand der Baugeschichte nachvollziehbare schrittweise Errichtung. Zu den wiederkehrenden Gestaltungselementen zählen korinthische oder ionische Säulen oder Pilaster sowie Friese. Rundbögen finden sich entlang der Candleriggs, der elaboriertesten Fassade des Komplexes. Teilweise sind die Fenster mit Gesimsen verdacht. Entlang der Straßen sind einzelne Ladengeschäfte mit flächigen Schaufenstern eingerichtet.